# Pachyossa
Pachyossa is een geslacht van rechtvleugeligen uit de familie Ommexechidae. De wetenschappelijke naam van dit geslacht is voor het eerst geldig gepubliceerd in 1913 door Rehn.

## Soorten
Het geslacht Pachyossa  is monotypisch en omvat slechts de volgende soort:
- Pachyossa signata (Rehn, 1913)